# 733 Mocia
733 Mocia este o planetă minoră (asteroid), cu un diametru de 98,493 km, din centura de asteroizi. A fost descoperită pe 16 septembrie 1912 la Observatorul Königstuhl de Max Wolf. 
Obiectul prezintă o orbită caracterizată de o semiaxă mare de 3,3962174247183 UAi, o excentricitate de 0,05835196763754, o înclinație de 20,267 ° în raport cu ecliptica.